# Corinna Tsopei
Kiriaki Corinna Tsopei (en griego: Κυριακή Κορίνα Τσοπέη, nacida el 21 de junio de 1944) es una reina de belleza y actriz griega. En 1964, Tsopei se convirtió en la primera y hasta el momento, única griega, en ganar el título de Miss Universo.

## Carrera
El 20 de junio de 1964, Corinna fue coronada como Star Hellas (en griego: Μις Σταρ Ελλάς), y representó a Grecia en el concurso de Miss Universo 1964 en Miami, Florida. En la final venció a Miss Israel, Miss Gran Bretaña y Miss Suecia, conquistando el título para Grecia por primera vez. Después ha formado parte del jurado de ese certamen en varias ocasiones. Tras ser Miss Universo intentó hacer una carrera cinematográfica, apareciendo en algunas películas de Hollywood y series de televisión como Un hombre llamado Caballo, Daniel Boone (serie de televisión),  Perdidos en el espacio, El valle de las muñecas y A Guide For the Married Man.
Por otra parte, Corinna Tsopei también preside una asociación para niños con leucemia. Tsopei estuvo casada con Freddie Fields, superagente de estrellas de Hollywood.